# Цоллі (Вастселійна)
Цоллі (ест. Tsolli), також Юлга (ест. Julga)  — село в Естонії, входить до складу волості Вастселійна, повіту Вирумаа.